# Ralph Gunesch
Ralph Gunesch est un ancien footballeur allemand, né le 2 septembre 1983 à Sighișoara en Roumanie.

## Carrière
| Saison    | Club             | Pays              | Championnat        | Coupes nationales | Coupes continentales |
| --------- | ---------------- | ----------------- | ------------------ | ----------------- | -------------------- |
| 2000-2001 | Aachen           | 2.Bundesliga      | 1 match            | -                 | -                    |
| 2001-2002 | Aachen           | 2.Bundesliga      | 1 match            | -                 | -                    |
| 2002-2003 | Aachen           | 2.Bundesliga      | -                  | -                 | -                    |
| 2003-2004 | Sankt Pauli      | Regionalliga Nord | 21 matchs / 1 but  | 1 match           | -                    |
| 2004-2005 | Sankt Pauli      | Regionalliga Nord | 33 matchs / 2 buts | 1 match           | -                    |
| 2005-2006 | Sankt Pauli      | Regionalliga Nord | 30 matchs          | 3 matchs          | -                    |
| 2006-2007 | FSV Mayence      | Bundesliga        | 9 matchs           | 1 match           | -                    |
| 2007-2008 | Sankt Pauli      | 2.Bundesliga      | 25 matchs / 1 but  | -                 | -                    |
| 2008-2009 | Sankt Pauli      | 2.Bundesliga      | 28 matchs          | -                 | -                    |
| 2009-2010 | Sankt Pauli      | 2.Bundesliga      | 21 matchs          | 1 match           | -                    |
| 2010-2011 | Sankt Pauli      | Bundesliga        | 20 matchs          | -                 | -                    |
| 2011-2012 | Sankt Pauli      | 2.Bundesliga      | 12 matchs          | -                 | -                    |
| 2011-2012 | FC Ingolstadt 04 | 2.Bundesliga      | 15 matchs          | -                 | -                    |
| 2012-2013 | FC Ingolstadt 04 | 2.Bundesliga      | 16 matchs          | 1 match           | -                    |

Dernière mise à jour le 22 mai 2013

## Palmarès
FC Ingolstadt 04
- Champion d'Allemagne de D2 en 2015.